# Găbud, Alba
Găbud (în maghiară Gábod) este un sat în comuna Noșlac din județul Alba, Transilvania, România.

## Generalități
Tip localitate: sat.
Populație: 271 locuitori.

## Date geografice
Zona: Podișul Târnavelor - Terasele Mureșului.
Dealuri: Găbud (504 m altitudine).
Ape: Găbud.
Localitatea este situată la 15 km de orașul Ocna Mureș, cu drum asfaltat de la Ocna Mureș. 
Satul face legătura între județele Alba și Mureș. 
Fiind înconjurat de păduri din 3 părți, prezintă un fond de vânătoare bogat, cu faună variată, precum iepuri de câmp, fazani, porci mistreți, porumbei sălbatici, uli, vulpi, căprioare etc. De curând in zona Foghioș, la aprox. 3 km de sat, spre satul Gheja, s-au reamenajat câteva bălți pentru pescuit. 

## Istoric
Pe Harta Iosefină a Transilvaniei din 1769-1773 (Sectio 140) localitatea apare sub numele de „Kapud”.

## Lăcașuri de cult
- Biserica românească din lemn "Sf. Arhangheli Mihail și Gavril", acoperită cu șindrilă, atestată documentar din anul 1776 (pictată în 1777 și strămutată în satul Găbud în anul 1875 din satul Gheja, județul Mureș). Biserica este înscrisă pe lista monumentelor istorice din județul Alba[1] elaborată de Ministerul Culturii și Patrimoniului Național din România în anul 2010.
- Schitul "Sf.Ioan Evanghelistul" aparținând de mănăstirea Oașa (jud. Alba).
- Biserica parohială ortodoxă română Găbud, com. Noșlac, jud. Alba

## Imagini

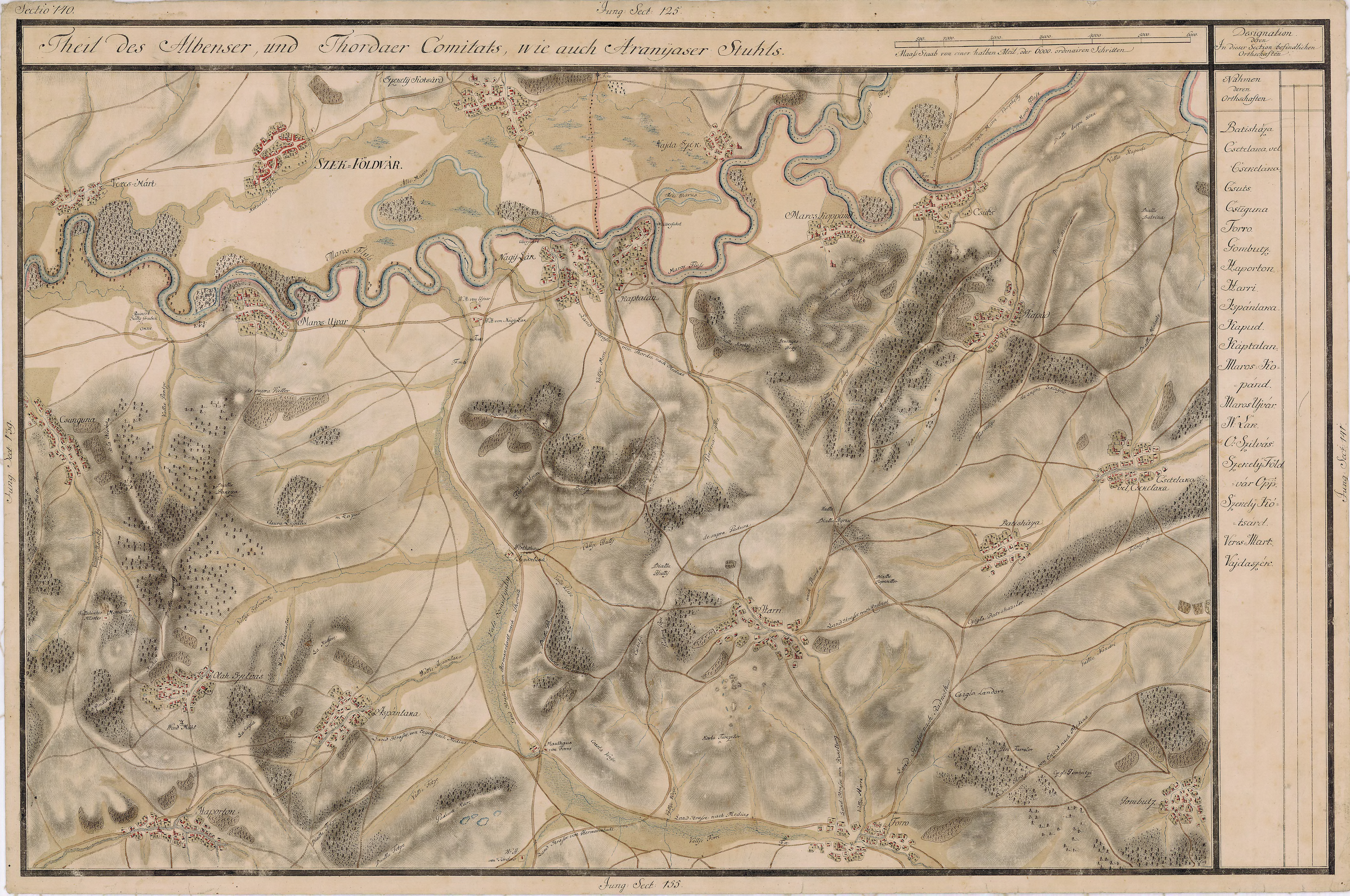
Găbud pe Harta Iosefină a Transilvaniei, 1769-1773 (Sectio 140)
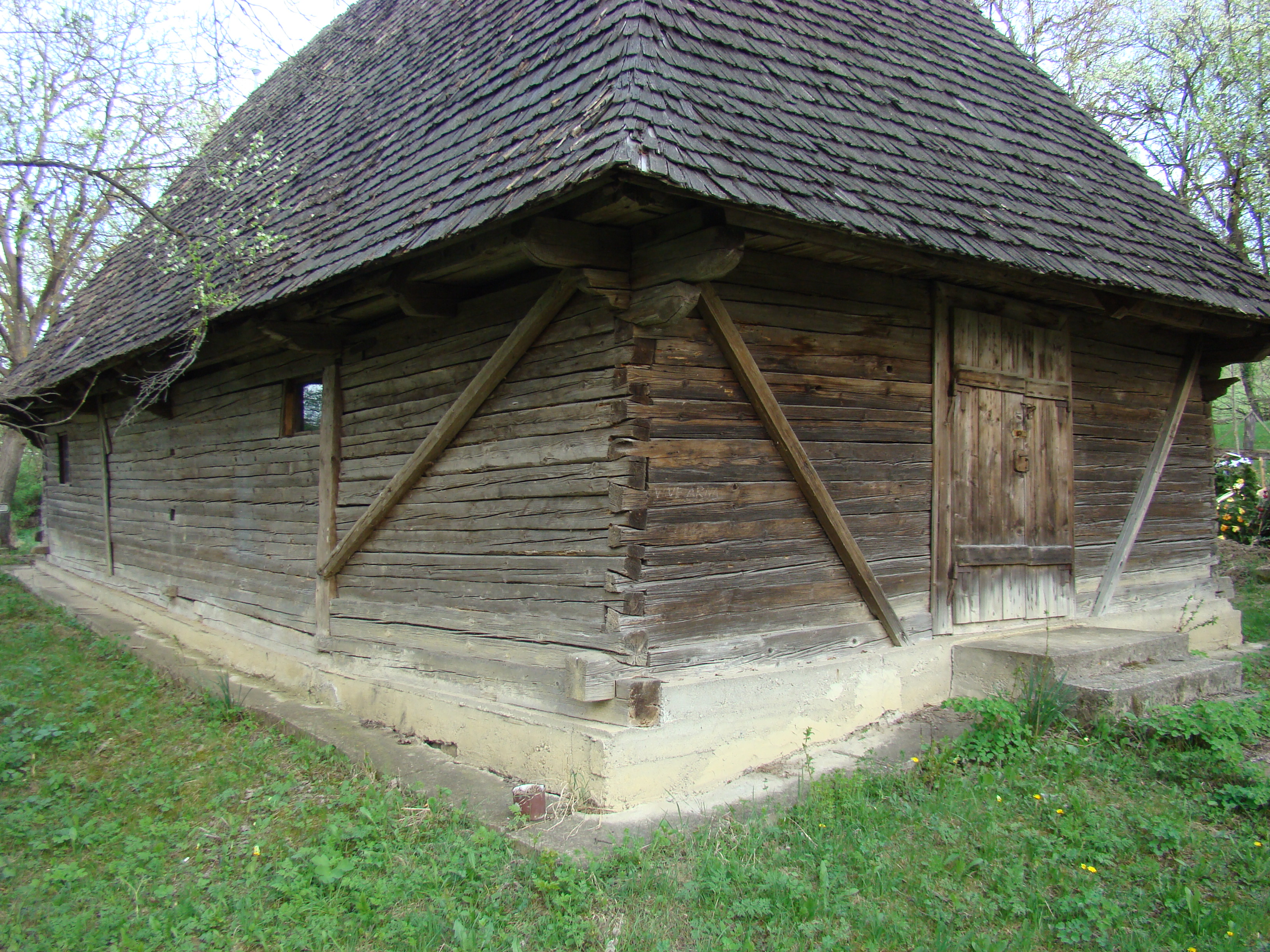
Biserica de lemn (monument istoric)
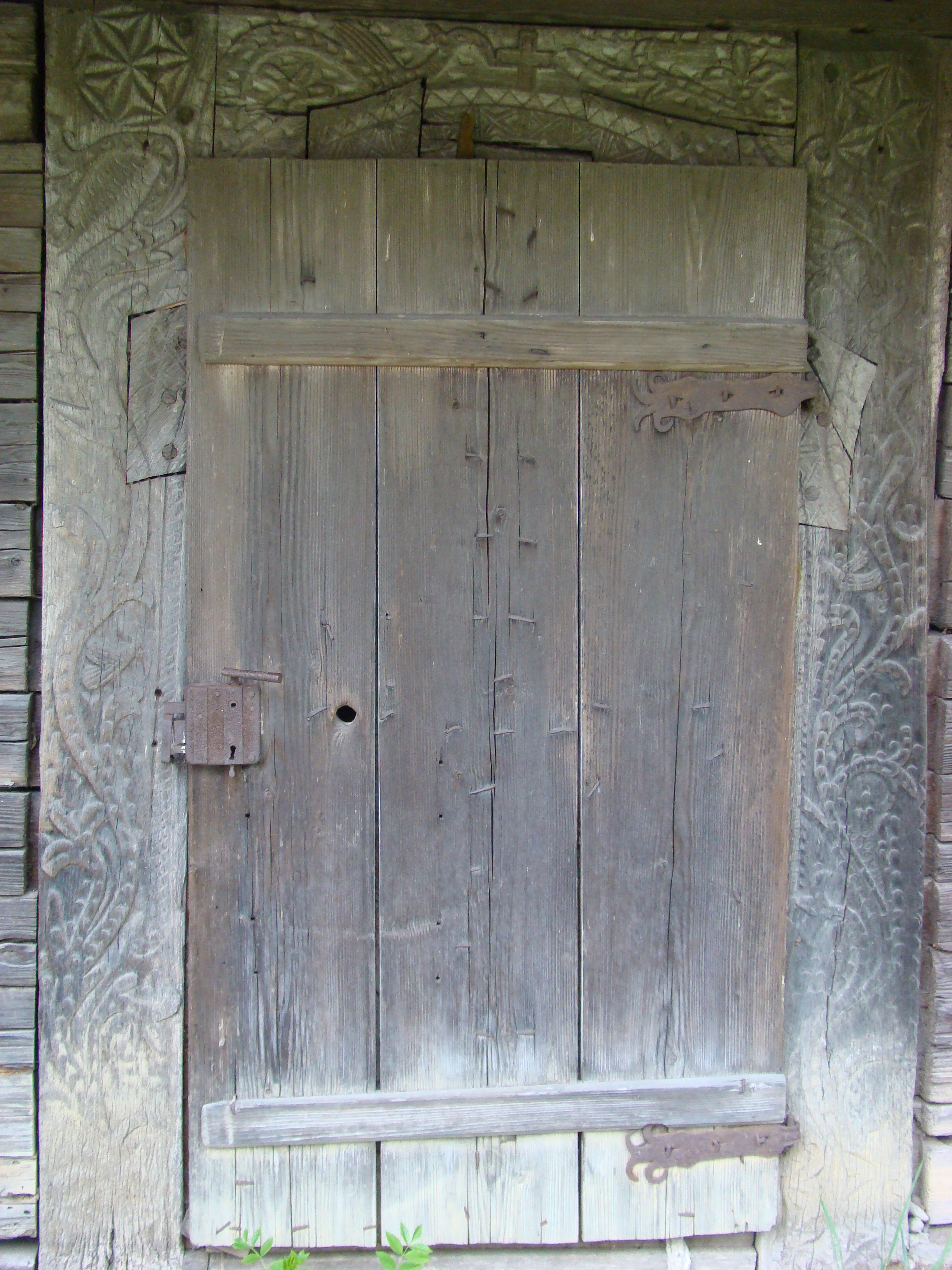
Portalul
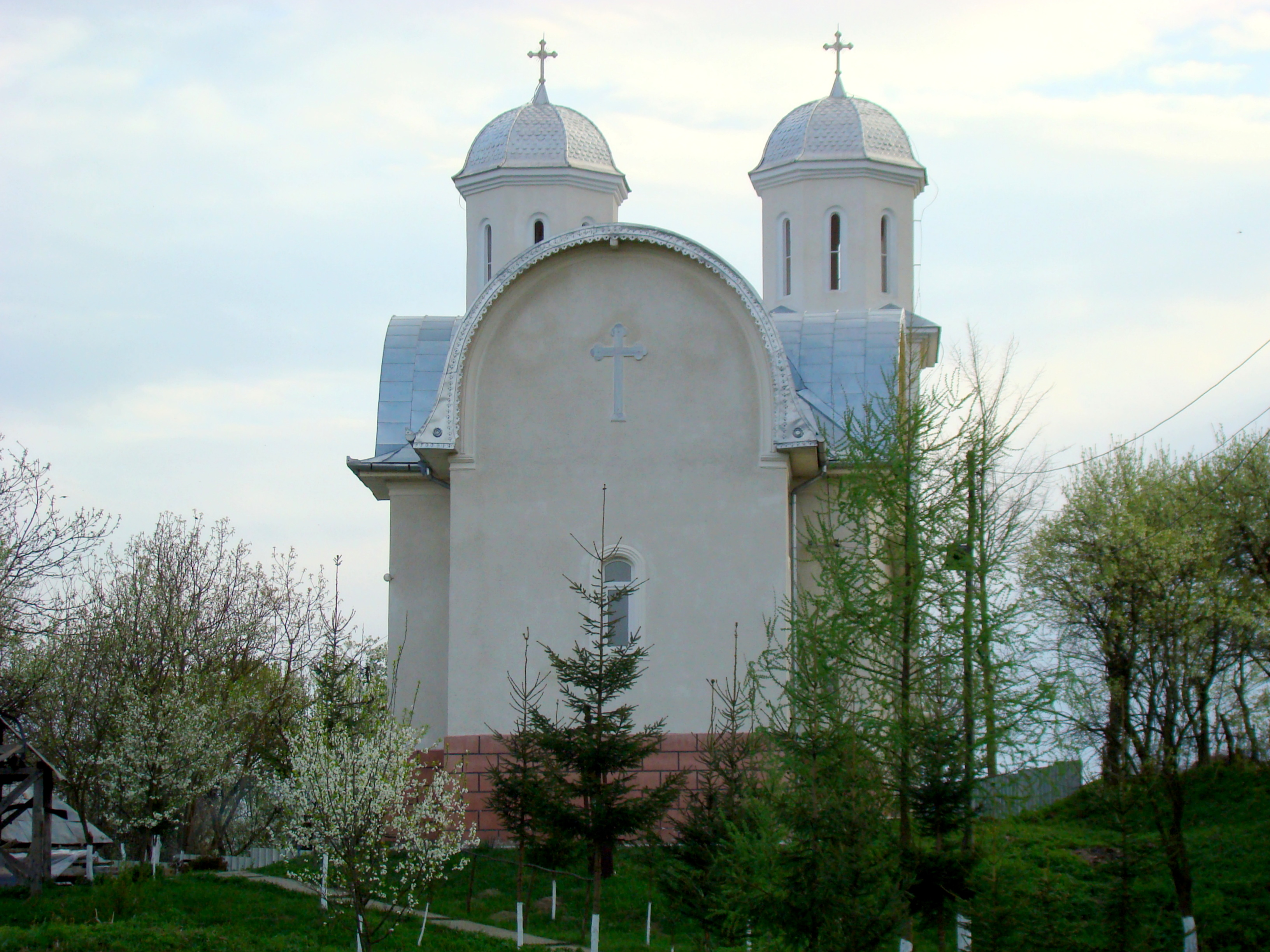
Biserica „Sfântul Nicolae”